# Operació unitària
Una operació unitària —unit operation en anglès — en enginyeria química, i camps tècnics relacionats, és un pas bàsic dins un procés d'enginyeria. L'operació unitària implica aconseguir un canvi físic com la separació, cristal·lització, evaporació, filtració, etc. Per exemple en el processament de la llet la homogeneïtzació, pasteurització, congelació i empaquetat són cadascuna operacions unitàries que estan connectades per crear el procés complet. Un procés pot tenir moltes operacions unitàries per a poder obtenir el producte que es desitja.
Arthur Dehon Little proposà el concepte d'"operacions unitàries" per explicar els processos químics industrials l'any 1916. El 1923, William H. Walker, Warren K. Lewis i William H. McAdams publicaren el llibre The Principles of Chemical Engineering on explicaren els diversos processos amb les lleis químiques implicades i els agrupaven en operacions unitàries. Cada unitat d'operació segueix les mateixes lleis físiques i es pot fer servir en les mateixes indústries químiques. Les operacions unitàries formen els principis fonamentals de l'enginyeria química.
Les operacions unitàries en enginyeria química consten de cinc classes:
1. Processos de flux de fluids, incloent-hi el transport de fluids, la filtració, i la fluïdització de sòlids
2. Processos de transferència de calor, incloent-hi evaporació, condensació
3. Processos de transferència de massa, incloent-hi absorció de gasos, destil·lació, extracció de recursos, adsorció, assecat
4. Processos termodinàmics, incloent-hi liqüefacció de gasos, refrigeració
5. Processos mecànics, incloent-hi transport de sòlids, trituració i polvorització, detecció i cribratge

Les operacions unitàries també es troben en les següents categories:
- Combinació (mescla)
- Separació (destil·lació)
- Reacció (reacció química)

Les operacions unitàries i els d'unitat de processament formen els principis fonamentals de tota classe d'indústries químiques i del disseny de les plantes químiques, de les factories i del seu equipament.